# Matej Beňuš

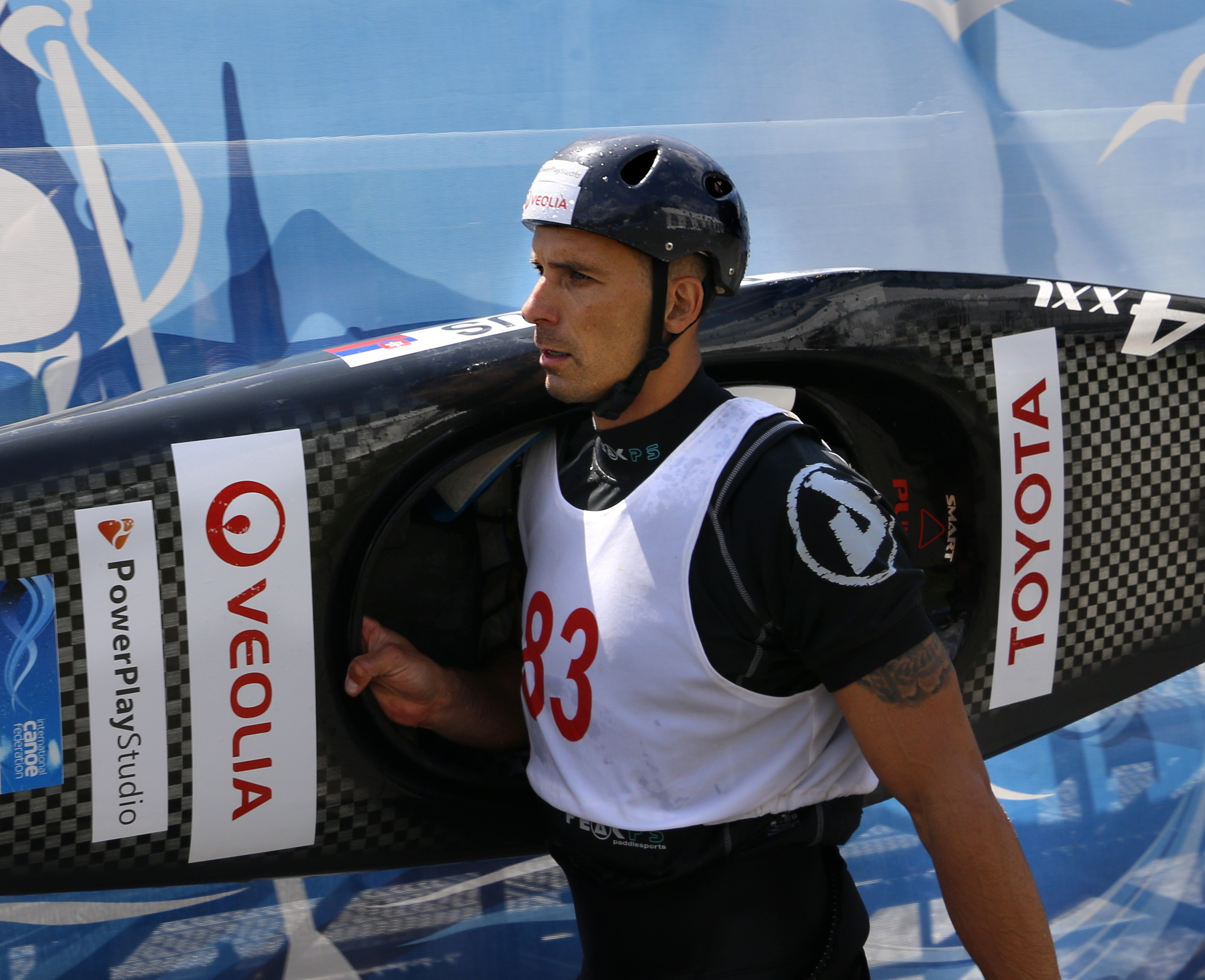
Matej Beňuš v Praze-Troji 2024

Matej Beňuš (* 2. listopadu 1987 Bratislava) je slovenský vodní slalomář, kanoista závodící v kategorii C1.
Poprvé vybojoval velkou medaili na Mistrovství Evropy 2007 v závodě hlídek. I většina ostatních jeho dalších cenných kovů z ME nebo MS je z této disciplíny. Jeho největším individuálním úspěchem na šampionátech je bronzová medaile z Mistrovství světa 2011. Na letních olympijských hrách poprvé startoval v Riu 2016, kde se mu podařilo získat v závodě C1 stříbrnou medaili. Další medaili přidal ve stejné disciplíně na Letních olympijských hrách 2024 v Paříži, kde skončil třetí.
Jeho starší sestra Dana Mannová je rovněž vodní slalomářka.